# Ecozoo San Martín
Ecozoo San Martín is een dierenpark bij de stad Baños de Agua Santa in Ecuador. In het park worden uitsluitend inheemse diersoorten gehouden.
Het dierenpark ligt ten westen van Baños de Agua Santa in de kloof van San Martín. Vanaf de ingang lopen twee wandelroutes. Langs de ene route bevinden zich volières met onder meer Andescondors, lelcaracara's, papegaaien en hoornhoenderkoeten. De andere route loopt langs de verblijven van hoofdzakelijk zoogdiersoorten en landschildpadden. Onder andere brilberen, katachtigen, kleine beren, herten, apen en agoeti's worden in dit parkdeel gehouden.